# Acrolepia albicomella
Acrolepia albicomella is een vlinder uit de familie van de koolmotten (Plutellidae). De wetenschappelijke naam van de soort is voor het eerst geldig gepubliceerd in 1972 door Moriuti.